# خرسکان
خرسکان (نام علمی: Procyonidae) نام یک تیره از زیرراسته سگ‌سانیان است.
خرسکیان، گروهی از پستانداران درخت نورد شامل راکون ها گربه راسو ها و خرسک دم حلقه ای می شوند. که دارای 18 گونه شناسایی شده به عنوان گوشتخواران طبقه بندی می شوند.
خرسکیان در واقع همه چیزخوار هستند، و و از نظر ژنتیکی به تیره خرس ها (خانواده Ursidae)  نزدیک هستند. در واقع، هر دو پاندا غول پیکر ( Ailuropoda melanoleuca ) و پاندای کوچکتر یا قرمز ( Ailurus fulgens ) در گذشته به عنوان گونه از خرسکسان گروه بندی می شدند. با این حال، پاندا غول پیکر در واقع یک خرس است و پاندای کوچک تنها عضو خانواده سرخ پاندایان (Ailuridae) است. خرسکیان بیشتر در آمریکای مرکزی زندگی می کنند و فقط راکون آمریکای شمالی به طور گسترده در شمال مناطق استوایی پراکنده شده است. راکون و برخی دیگر از خانواده پروسیونیدها(نام علمی خرسکیان) گاهی اوقات به عنوان حیوان خانگی نگهداری می شوند.
|  | باریک‌خرس (olingos and olinguito) |
|  |                                  |
|  | بینی‌خرس‌ها و بینی‌خرسک‌ها (coatis)  |
|  |                                  |

|  | خرسکان (raccoons)                  |
|  |                                    |
|  | گربه‌راسو (ringtail and cacomistle) |
|  |                                    |

|  | باریک‌خرس (olingos and olinguito) |
|  |                                  |
|  | بینی‌خرس‌ها و بینی‌خرسک‌ها (coatis)  |
|  |                                  |

|  | خرسکان (raccoons)                  |
|  |                                    |
|  | گربه‌راسو (ringtail and cacomistle) |
|  |                                    |